# Maison Barch
La maison Barch (Дом Барша), ou maison de l'amiral Barch, est une demeure historique située à Vologda dans le nord-ouest de la Russie. Elle est classée au patrimoine d'importance régionale,. Elle se trouve au bord de la Vologda, au 101 quai de la VIe Armée.

## Histoire
Cette demeure a été construite en 1781 pour le riche marchand Athanase Ivanovitch Ouzdennikov. Quatorze ans plus tard, elle est vendue pour sept mille roubles à l'amiral Barch pour y passer sa retraite. Après la mort de l'amiral en 1807, son fils, le commandant Nikolaï Barch, vend l'hôtel particulier qui devient le siège de l'administration de la province.
Après la révolution de 1917, la décoration intérieure de l'édifice disparaît, ainsi qu'une partie extérieure. Dans les années 1930, on y installe les quartiers d'un bataillon de cavalerie, puis un jardin d'enfants y a été installé. Depuis la fin des années 1990, le bâtiment est occupé par le tribunal militaire de la garnison de Vologda.

## Architecture
Certains historiens d'art et historiens de l'architecture estiment que la demeure a été conçue par un architecte venu de Pologne. L'articulation symétrique de la façade avec des pilastres fait référence au classicisme ancien, tandis que la riche décoration en stuc est caractéristique de la fin du baroque. L'aménagement intérieur est typique du XVIIIe siècle. Les pièces de réception occupaient tout le premier étage, et le rez-de-chaussée était réservé aux réserves et aux pièces d'habitation.

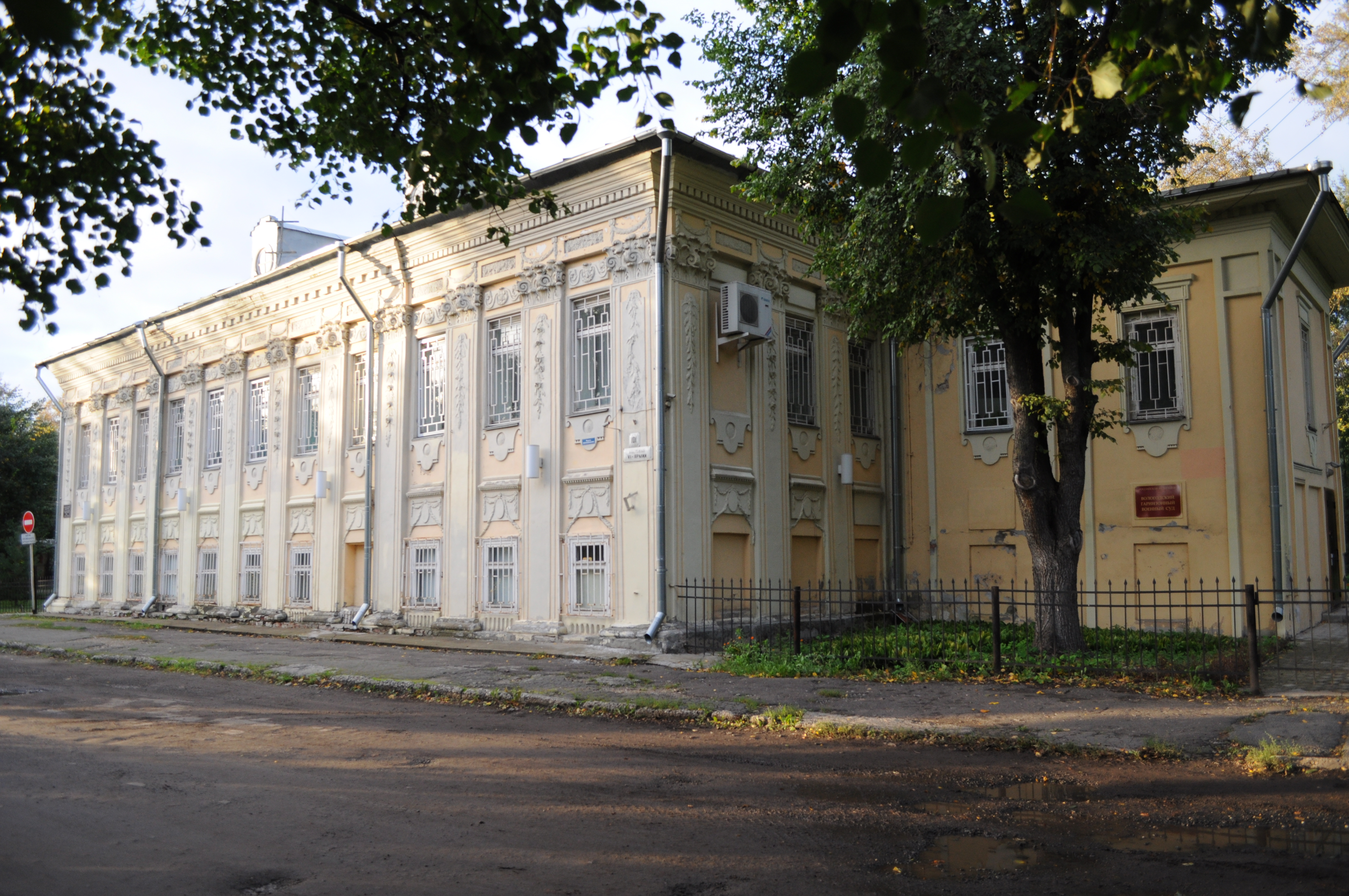
Façade de la maison de l'amiral Barch.